# Gwoździec (województwo małopolskie)
Gwoździec – wieś w Polsce położona w województwie małopolskim, w powiecie tarnowskim, w gminie Zakliczyn.
| SIMC    | Nazwa     | Rodzaj     |
| ------- | --------- | ---------- |
| 0836632 | Dolne     | część wsi  |
| 0836649 | Gaj       | część wsi  |
| 0836655 | Górne     | część wsi  |
| 0836661 | Granice   | przysiółek |
| 0836678 | Kanada    | przysiółek |
| 0836684 | Myszkówka | część wsi  |
| 0836690 | Nowa Wieś | część wsi  |
| 0836709 | Piekło    | część wsi  |
| 0836715 | Podlesie  | przysiółek |
| 0836721 | Wieleń    | część wsi  |
| 0836738 | Wymysłów  | część wsi  |

W latach 1975–1998 miejscowość administracyjnie należała do województwa tarnowskiego.

## Położenie
Wieś położona jest na Pogórzu Wiśnickim na wysokości od 260 do 380 m n.p.m. Od północy wieś otacza zalesione wzgórze Wolnica (408 m). Przez miejscowość przepływa potok Wieleń.

## Historia
Nazwy wsi: 1326 – Gessecz, 1327 – Goszecz, 1336 – Gosscecz, 1337 – Gostecz, 1342 – Gosdzecz, 1345 – Gosdecz, 1346 – Gozdzecz, 1347 – Gwosczecz, 1348 – Grodzecz, 1349 – Grodecz, 1352 – Gozdecz, 1385 – Gwozdzecz, 1391 – Gwosdzecz 1395 – Godz, 1403 – Gwosdecz, 1462 – Goszdek, 1470–1480 – Goszdecz, Gozdzyecz, 1488 – Gvozdzecz, 1498 – Gwozdzyecz, 1509 – Guosdziecz, 1524 – Gwosdziecz, 1529 – Gozdziecz, 1530 – Gwoszdzijecz.
W 1595 roku wieś położona w powiecie sądeckim województwa krakowskiego była własnością kasztelanowej krakowskiej Anny z Sieniawskich Jordanowej.
W 1860 roku powstała szkoła trywialna. Hrabia Lanckoroński podarował miejsce pod budynek i drewno na budowę oraz 6 sąg drewna na opał. Gromada dała na uposażenie 147 złr.

## Zabytki
Obiekt wpisany do rejestru zabytków nieruchomych województwa małopolskiego.
- Kościół parafialny pw. św. Katarzyny.

## Galeria zdjęć

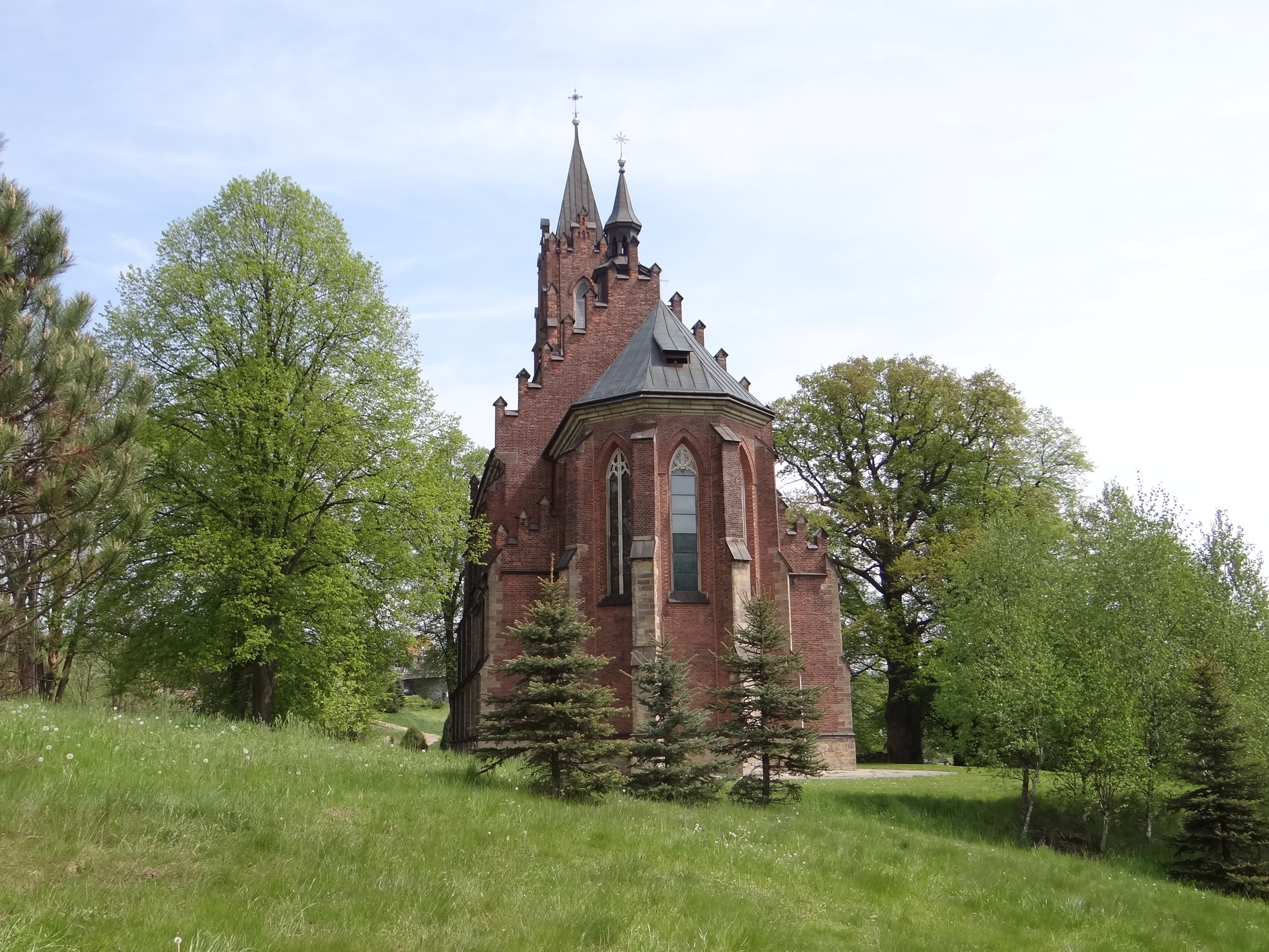
Kościół w Gwoźdźcu
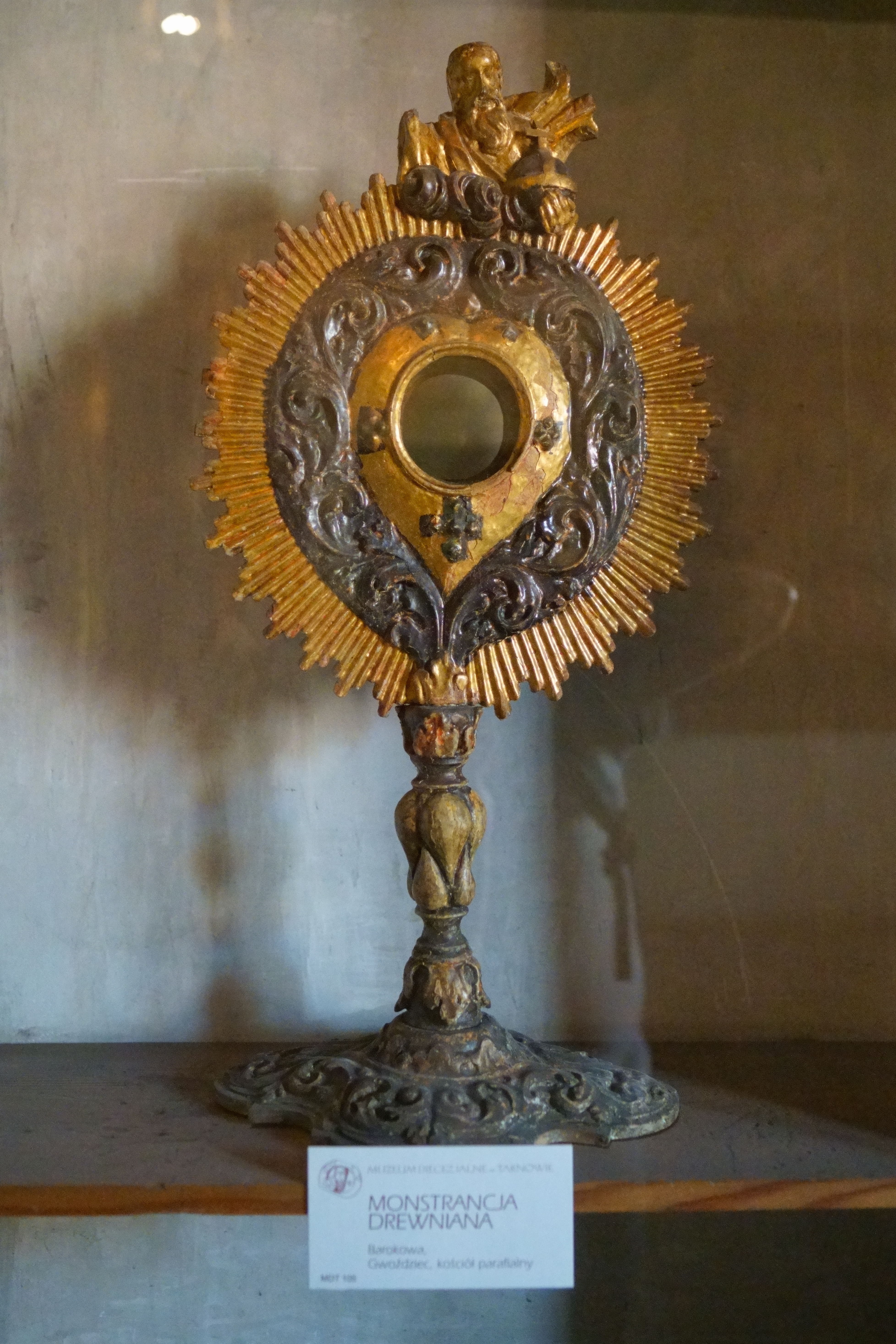
Drewniana monstrancja barokowa z Gwoźdźca